# Tarsostenus univittatus
Tarsostenus univittatus – gatunek chrząszcza z rodziny przekraskowatych i podrodziny Korynetinae.
Gatunek ten opisany został po raz pierwszy w 1792 roku przez Pietra Rossiego pod nazwą Clerus scutellaris.
Chrząszcz o wąskim, walcowatym w kształcie ciele długości od 4 do 5 mm. Głowa jest duża, szersza od przodu przedplecza, czarna, gęsto owłosiona, rzadko punktowana. Czułki ma długie, smukłe, jasnobrunatne, zwieńczone ciemniejszymi buławkami, zbudowanymi z trzech ostatnich, luźno zestawionych członów. Oczy złożone są nieszczególnie mocno wykrojone na przednich brzegach. Przedplecze jest niemal tak szerokie jak nasada pokryw, połyskujące, grubo i gęsto punktowane, owłosione, tylko u podstawy obrzeżone. Barwa pokryw jest ciemnobrunatna z białą przepaską poprzeczną, położoną niedaleko za środkiem ich długości. Na powierzchni pokryw występuje grube owłosienie oraz rzędy grubych punktów, silnie zaznaczone na przedzie i stopniowo zanikające ku tyłowi. Odnóża są jasnobrązowe do brunatnych. Stopy tylnej pary mają pierwszy człon ukryty pod nasadą drugiego. Ubarwienie odwłoka jest brunatne.

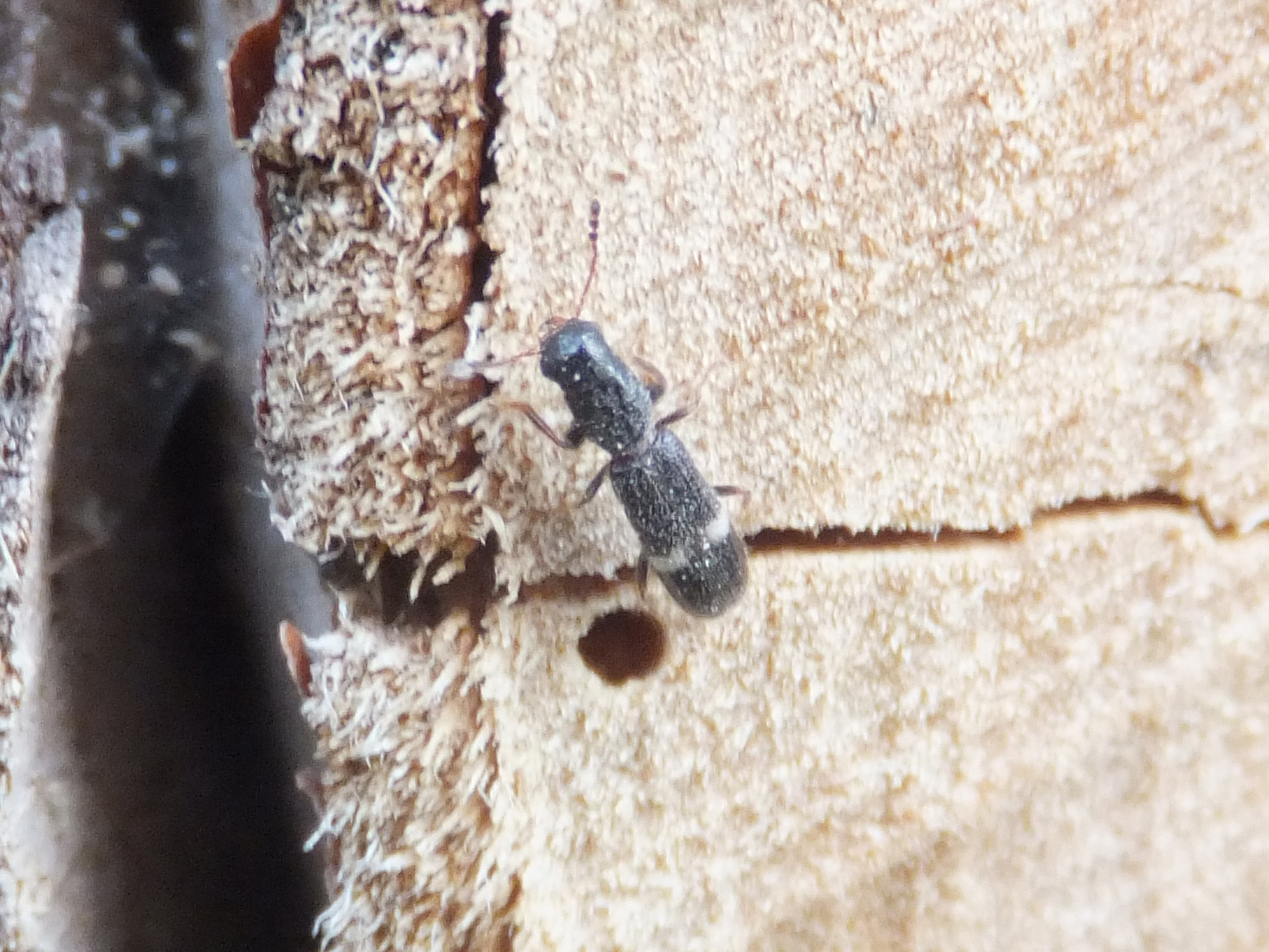
Imago w środowisku

Owad ten jest saproksylicznym drapieżnikiem zasiedlającym drewno różnych drzew liściastych. Wyspecjalizowany jest w polowaniu na chrząszcze z rodzaju miazgowiec (Lyctus), w tym na Lyctus canaliculatus. Swe ofiary ściga w ich żerowiskach i tam też przechodzi rozwój.
Gatunek kosmopolityczny, znany ze wszystkich krain zoogeograficznych, nierzadki na zachodzie i południu Europy. Do Europy Środkowej jest jednak tylko bardzo rzadko zawlekany z drewnem. W Polsce spotkano go zaledwie dwukrotnie – w XIX wieku w Gdańsku i w 1987 roku w Katowicach. W drugim z przypadków był to pojedynczy okaz, najprawdopodobniej przywleczony z Indii.